# Массовые убийства в Баязете (1877)
Ма́ссовые уби́йства в Баязе́те (арм. Բայազետի զանգվածային կոտորածներ) — происходили с 8 (20) по 11 (23) июня 1877 года во время Русско-турецкой войны 1877—1878 годов при осаде турецкими войсками русского гарнизона в баязетской цитадели (6 [18] июня — 28 июня [10] июля). Истребление армянского населения города отличались крайне изощрённой жестокостью.

## Предпосылки
С началом во время Русско-турецкой войны боевых действий на Кавказе, русские войска 18 (30) апреля 1877 год заняли Баязет (город в Западной Армении). Ещё при подходе русских войск многие турецкие семьи укрылись в армянских домах из опасения за свою безопасность. Однако, после объявления командующим вошедшего в город Эриванским отрядом генерал-лейтенантом А. А. Тергукасовым жителям города, что, несмотря на то что Баязетский санджак вступает в состав Российской империи, в нём сохранятся прежние законы и обычаи, а закон русский будет охранять права всего населения вне зависимости от их национальности и вероисповедания, в городе продолжилась обыденная жизнь. Население города на тот момент составляло около 8700 человек, из которых 1600 — христиане (165 семей, главным образом армяне) и остальное население — мусульмане (в основном курды и незначительное число турок-османов). Обустроив коммуникационную и административную части, 26 апреля (8 мая) Эриванский отряд продолжил своё движение на запад вглубь турецкой территории. В Баязете оставался незначительный гарнизон. 6 (18) июня турецкие войска под командованием бригадного генерала A. Фаик-паши обложили город, блокировав в его цитадели русский гарнизон.

## Курдские ополчения
С началом войны основные силы турецкой армии были направлены на Балканы, при этом на Кавказском театре боевых действий турецкая армия оставалась в крайне неукомплектованном состоянии. Чтобы остановить наступление русских войск, султан Абдул-Хамид II стал призывать к джихаду курдские племена, из которых формировались иррегулярные войска. Однако по сообщению, как иностранных военных наблюдателей, так и самих турецких властей, данные ополчения были более заинтересованы в личной наживе за счёт грабежей. При этом курдские ополчения оказались совершенно не дееспособны для боёв с регулярной русской армией, а идеи джихада восполнялись истреблением христианского населения на территории самой Османской империи, при этом, как отмечают турецкие источники, жертвами курдов и черкесов нередко становились и мусульманское население страны.
Организация сбора ополчений, в дальнейшем вошедших в Баязет, была возложена на наиболее влиятельного из курдских шейхов — Убайдуллаха нехринского, который выступал идейным и духовно-религиозным вдохновителем курдских ополчений, прокламируя «правоверным мусульманам» встать на защиту родного края против оккупационных войск «неверных».
Другим видным лидером тех ополчений являлся шейх Джелаладдин урмийский. Министр иностранных дел Персии, в своём сообщении английскому послу в Стамбуле О. Г. Лэйарду называл Джелаладдина «пресловутым разбойником и злодеем». Так же министр указывал на то, что Джелаладдин легко изменяет клятве верности то Турции, то Персии, не упуская при этом возможности воспользоваться критической обстановкой того или другого государства, производя набеги в целях мародёрства.
Наиболее видные лидеры курдских ополчений участвовавших в баязетской резне:
- шейх Убайдуллах (курд. Shaikh Ubaidullâh Narî) Нехринский
- шэйх Джелаладдин (курд. Shaikh Jalâl al-Dîn) Урмийский
- шэйх Телл (курд. Shaikh Tall Sertî) с племянником Османом (курд. Osmân Sertî) Сертинские
- шэйх Пекар (курд. Shaikh Paîkâr Vastânî) Вастанский
- шэйх Фахим-эфенди (курд. Fahîm Efendî)

## Массовые убийства
«Ночью была поражающая картина, видя которую, солдаты заплакали: резали мужчин, женщин и детей и ещё живыми кидали их в огонь; весь город был объят пламенем, везде раздавались крики, рыдания и стоны…».
«Ночью по городу горели постройки, раздавались крики и вопли женщин и детей, это турки начали грабить, убивать армян и бросать в огонь живыми. Благодаря лунной ночи, нам видно было и слышны ужасные стоны несчастных жителей; но мы были бессильны помочь им. Тяжело было видеть такую ужасную картину».
В своём рапорте комендант осаждённой цитадели капитан Ф. Э. Штоквич сообщал, что жестокая резня мирного населения началась в первую ночь, после того как турецкие силы вступили в Баязет на плечах отступавшего русского отряда (то есть, с 6 на 7 июня). Также Штоквич указывает на то, что «это» продолжалось три ночи, причём если в первую ночь свирепствовали только куртины (курды), то в последующие две к ним присоединились и регулярные турецкие подразделения. Однако, что касается последних, то турецкие и другие зарубежные источники не подтверждают их участие в грабежах и избиении жителей города, впрочем, как и не сообщают об их попытке предотвратить насилие. Полковник К. К. Гейнс сообщал, что в первую ночь курды не производили в городе обычных неистовств, а, в основном, целыми отрядами рыскали вокруг цитадели, растаскивая оставленное укрывшимся русским гарнизоном имущество и уцелевших лошадей, нередко попадая при этом под прицел стрелков из цитадели. В самом же городе «только по временам раздавался треск от выламывания дверей, крик женщин, детей и ярко вздымалось пламя от подожжённого провиантского склада». Само же истребление жителей города (а именно армянского населения) по сообщению ряда источников происходило сразу после неудачного штурма цитадели 8 (20) июня, когда курды решили обрушить свой гнев на «беззащитных жителей». Военный историк Б. М. Колюбакин также сообщал, что 9 (21) и 10 (22) июня курды всё ещё предавались бесчинствам и только к вечеру 11 (23) июня, когда Баязет был почти окончательно разорён и разграблен, командующий осадными войсками генерал-майор М. Муниб-паша устанавливает «кое-какой порядок». Специальный корреспондент лондонской «The Times» и военный наблюдатель в турецкой армии капитан Ч. Б. Норман передавал, что курды, не сумев овладеть цитаделью, защищаемой русским гарнизоном, «с мечом в руке» обрушились на беззащитных жителей. Так мужчины и женщины, дети и младенцы — пали жертвами для утоления «жажды крови» курдских ополчений. Этим событиям предшествовало истребление 236 российских военнопленных иррегулярных (милиционных) войск, причём, по сообщению самого Фаик-паши пленные, как и сами курды, были мусульманами.
После ухода из города Фаик-паши с двумя батальонами регулярной пехоты на дальнюю позицию к Теперизу, курдские ополчения окончательно вышли из-под контроля и с наступлением ночи они рассыпали по армянским кварталам, принявшись грабить и истреблять местных жителей. Вламываясь в дома, курды производили различного рода насилия над их жильцами, затем выволакивали их из домов и продолжали истязать самыми изощрёнными способами, не разбирая ни пола, ни возраста. После того как дома подвергались тщательному разграблению их тут же поджигали, а истерзанных но ещё живых людей бросали в огонь. В избиении армянского населения активное участие принимали и курдские женщины. Особая жестокость была применена к детям. К. К. Гейнс, основываясь на показаниях очевидцев (участников обороны цитадели), сообщал:

«Когда же настал полный мрак, войскам [русскому гарнизону] представилась такая картина, омерзительней которой никому из защитников не удавалось видеть … в виде чёрных силуэтов отчётливо виднелись курды с их нечеловеческими забавами, среди хохота и дикого крика, которым подбодряли они друг друга, то взмахивая ятаган, покончивший стенание какой-нибудь жертвы, то взлетал кверху ребёнок, чтобы исчезнуть в пламени».— полковник К. К. Гейнс 
Фаик-паша неоднократно обращался к шейхам и прочим родоначальникам племён, настаивая на немедленном «прекращении курдами своевольства, грабежей и бессмысленной резни беззащитного населения», но курды уже не подчинялись ни турецким офицерам, ни даже своим шейхам. Шейхи хоть и обещали принять неотлагательные меры, но тут же указывали на отсутствие полагающегося им довольствия. Главный лидер курдских ополчений шейх Убайдуллах в это время выполнял по приказу османского командования военные операции за пределами города. Существуют сведения о том, что в самом Баязете курды действовали под влиянием шейха Джелаладдина.
Находившаяся в осаждённой цитадели жена погибшего при рекогносцировке 6 июня подполковника А. В. Ковалевского — г.-жа Александра Ефимовна, рассказывала, как «им страшно было смотреть на костёр в ближайшей деревне, куда курды бросали женщин, мужчин и детей всякого возраста, которые просили помощи, крича: „аман урус!“». Вид происходящего тяжело отзывался и на солдатах русского гарнизона в осаждённой цитадели, которые по своей малочисленности бессильны были чем-либо помочь жителям города. Некоторым армянам удавалось бежать в сторону цитадели, где укрывался русский гарнизон. Бойцы гарнизона, отгоняя стрельбой курдов, сбрасывали со стены верёвки и поднимали бежавших армян наверх. Солдаты и офицеры русского гарнизона, посылая курдам «проклятия и ругань», вначале производили самостоятельные одиночные выстрелы, но позже на стенах уже раздавались команды: «Рота, пли!». Многие курды, сражённые стрелками из цитадели, оставались лежать рядом со своими жертвами, остальные спешили покинуть опасные места, находящиеся в секторе обстрела. Через некоторое время, в виду ограниченного запаса патронов и неизвестной продолжительности осады, а также ввиду бессмысленности попыток спасти обречённых жителей, Штоквич запретил тратить патроны.
Некоторые местные турки укрыли у себя в домах до 40 армянских семей, как некогда при подходе русских войск последние прятали у себя первых. Вскоре курды узнали об этом, и в результате вместе с прятавшимися армянами были перебиты и те турки, которые пытались предоставить им убежище. К более же почётным турецким жителям города, у которых также укрывались армяне, курды не решились врываться, и через несколько дней после резни уцелевшие армяне были препровождены в лагерь Фаик-паши, где к ним была проявлена особая забота. Из лагеря последние потом отправились в Персию в г. Маку, где персидские власти предоставили им убежище.

## Последствия
«…Свежего воздуха вокруг цитадели не было; всё близлежащее вокруг неё пространство буквально было завалено трупами людей, разновременно убитых из числа ходивших по воду, лошадей, павших в цитадели и выброшенных за стены и, наконец, трупами избитых жителей армян, населявших город. Зловоние было распространено страшное; даже вода в ручье была отравлена гниющими трупами, так как они валялись около самых истоков ручья. Вообще когда я подошёл к цитадели, 28 июня, картина была ужасная , невозможно было дышать от смрада; были улицы в городе, по которым надо было проходить не иначе как по трупам людей».
— «Осада Баязета», корреспонденция «Тифлисского вестника».
Один турецкий офицер, посетивший Баязет спустя несколько дней после описываемых событий, сообщал, что в городе не оставалось ни одного жителя. В домах он наблюдал трупы, «подвергшихся бесстыдным насилиям и оставленные в самых возмутительных и безнравственных положениях». В Баязет также вскоре прибыли британский военный атташе в турецкой армии капитан Х. МакКэлмонт и британский консул в Эрзуруме Г. Троттер. Последний сообщал, что в городе было множество не погребённых тел, находящихся на различной стадии разложения. Особенно его поразило «ужасное зрелище», когда две собаки не могли поделить человеческую голову. Едва можно было найти хоть один дом, в котором не находились бы два или более трупов. В одной церкви было обнаружено до 200 тел убитых.
По сообщению О. Рассама курды увели с собой в качестве рабов от 250 до 300 армянских женщин и детей. Несмотря на предпринятые активные поиски последних, Рассаму так и не удалось выяснить их местонахождение.
Участник баязетского сидения урядник Севастьянов в дальнейшем вспоминал, как под стенами цитадели бродил плачущий мальчик лет 10. Жестами он просил взять его в цитадель и солдаты, скинув верёвку, подняли его на стену. Через переводчика мальчик объяснил, что он армянин; его мать, отца и остальных родных «порезали и пожгли» турки, а сестру его увели с собой. Также мальчик рассказал, что он уже третий день бродит по городу в поисках родных, очень голоден и просил его накормить. Солдаты объяснили ему, что у них в цитадели тоже нет хлеба и воды и поделиться совершенно нечем. Пробыв в русском гарнизоне три дня, мальчик попросил отпустить его. Ребёнок ушёл и больше его никто не видел. Севастьянов вспоминал, что «горькие рыдания этого невинного мальчика вызывали слёзы и у нас».
Также по рассказам очевидцев, солдаты обнаружили прячущегося под стенами цитадели другого ребёнка, мальчика лет 8. Когда его подняли по верёвке в цитадель, он рассказал, что курды убили его отца, мать и двух сестёр, и он «от страха стал у крепости укрываться». В дальнейшем он был усыновлён неким бездетным Шахназаровым.
На рассвете 28 июня (10 июля) для освобождения баязетского гарнизона к городу подошли русские войска (7760 сабель и штыков; 24 орудия) под командованием генерал-лейтенанта А. А. Тергукасова. При виде планомерного движения рядов русской пехоты и стремительного броска кавалерии (драгун и казаков) во фланги, курдские ополчения, несмотря на общее численное превосходство турецких войск в живой силе (20—21 тыс. чел., из которых 5 тыс. курдов; 27 орудий), бежали не приняв боя. Русским частям противостояли только регулярные турецкие войска (то есть 14—15 тыс. чел.), которые после упорного и длительного (до 9 часов) боя потерпели сокрушительное поражение, в результате чего, освобождён был русский гарнизон.
После ухода русского отряда из Баязета турецкие солдаты 6 дней хоронили мёртвых граждан.

## Реакция западных государств
Во время Русско-турецкой войны 1877—1878 годов западные страны поддерживали Османскую империю в её войне против оккупационных войск России. Однако события в Баязете, как впрочем, подобные действия курдов, черкесов и башибузуков в других провинциях (как в Анатолии, так и в Болгарии), крайне негативно отразились на статусе Турции как цивилизованного государства. О баязетском инциденте заговорила западная пресса.
В некоторых случаях, однако, реакция западных государств была неоднозначна. Так, по мнению военного корреспондента «The New York Times» и «London Daily News» Э. Г. Визетелли, жители Баязета сами навлекли на себя беду открытым враждебным отношением к собственным властям. Армян зачастую обвиняли в предоставлении информации врагу (то есть — русским). Однако, как отмечал Ч. Б. Норман, факты указывают на обратное, ибо до сих пор турецкими властями не был выявлен ни один шпион-армянин, в то время как в шпионаже в пользу России были уличены несколько курдов и черкесов, которые «предпочли деньги — вере, и заплатили за своё предательство жизнью» (все были повешены).
По заверению того же Нормана, акт злодеяния в Баязете нанёс Турции больше вреда, чем нанесли бы полдюжины военных поражений. По его мнению:

«Резня в Баязете, осквернение русских могил, увечья трупов, нарушение „белого флага“, и недавние жестокости по отношению к христианам в Ване, всё это является достаточным основанием, и уважительными причинами для продолжения войны. Мы не можем надеяться на то, что такая великая держава, как Россия будет сидеть смирно… Она должна заставить Порту, силой оружия, уважать права всех её христианских подданных, и предоставлять им права и защиту в равной степени, что и мусульманам».
Оригинальный текст (англ.)«The massacre at Bayazid, the desecration of Russian graves, mutilation of corpses, violation of a flag of truce, and the recent cruelties towards the Christians at Van, all furnish excuses, and valid excuses too, for a continuance of the war. We cannot hope that a great power like Russia will sit quietly down... She must compel the Porte, by force of arms, to respect the rights of all her Christian subjects, and afford to them equal protection and privilege as to Mahomedans».— Специальный корреспондент «The Times» на театре военных действий (британский офицер) капитан Ч. Б. Норман

## Комментарии
1. ↑  Доходило до того, что когда в Ван было доставлено 12 орудий для обороны города от русских войск, то по прибытии в него курдских ополчений, те орудия были направлены из цитадели на городские кварталы, а курды предупреждены, что если они начнут грабить и убивать местных жителей, то эти орудия будут использованы против них[12].
2. ↑  Черкесы (турецкие) — в турецких и западноевропейских источниках общепринятое именование северокавказских горцев, иммигрировавших после Кавказской войны в Османскую империю в 1863—1867 годах. По настоянию России черкесы были поселены на значительном расстоянии от русской границы. Во время войны из них также как и из курдов формировались иррегулярные войска. В осаде баязетской цитадели принимала участие кавалерийская бригада (ок. 1000 чел.), сформированная из чеченцев и дагестанцев под командованием Гази-Мухаммад-паши (сына известного имама Шамиля), однако в истреблении мирных жителей она участие не принимала, так как прибыла уже после тех событий[13].
3. ↑  В то время когда турецкие войска терпели неудачи в столкновениях с русскими, или хотя бы в случае, когда поражение было неизбежным, курды в первую очередь принимались грабить бегущих турецких солдат. Как правило, «трофеями» курдов становились дорогое оружие (в частности винтовки Мартини-Генри), с которыми они тут же отправлялись к персидской границе, для дальнейшей их продаже по дешёвой цене[14].
4. ↑  Шейх Джелаладдин вырос и воспитывался в одной из фанатичных сект ислама. Его отец шейх Сабадуллах при христианах всегда накидывал на глаза куфию, так как считал большим грехом хотя бы взглянуть на христианина[15][16].
5. ↑  Фаик-паша, на глазах которого происходило истребление российских военнопленных, в своей телеграмме главнокомандующему анатолийской армией А. Мухтар-паше сообщал:

«… курды, о необузданности и дурном поведении которых я уже говорил в моей телеграмме от того же числа, кинулись на мусульман [российских военнопленных милиционеров] из засады и всех перекололи, несмотря на то, что те громко заявляли им о своём единоверии».— Из телеграммы Фаик-паши к Мухтар-паше от 7 (8) июня 1293 (1877) г.[24]
Военный наблюдатель и специальный корреспондент британской газеты «The Times» капитан Ч. Б. Норман писал:

«Напрасно турецкие солдаты регулярной армии пытались остановить это, напрасно русские офицеры взывали их к чувству чести, указывая на то, что это безоружные военнопленные. Сами демоны, выпущенные из ада, не могли бы произвести большего зверства».— от корреспондента лондонской «The Times» в турецкой армии[23]
6. ↑  В общей сложности Баязетский санджак покинули 216 армянских семей, из которых 80 эмигрировали в российские пределы, а остальные в близлежащую Персию. На поднятие британским консулом в Тифлисе Дж. Т. Рикеттсом вопроса о репатриации армян на родину, последние отвечали, что вернутся только в том случае, если их край вновь будет занят русскими войсками[34][35].
7. ↑  В цитадели русский гарнизон испытывал крайний недостаток в пище и воде. Суточная норма на человека к тому времени составляла ¾ фунта сухарей (около 300 г) и ½ крышки солдатского котелка (ок. 120 г) воды, а на больных и раненых по 2 крышки. В дальнейшем норма выдачи воды зависела от успеха производимых бойцами гарнизона вылазок к речке, вода в которой уже была заражена трупным ядом[38].
8. ↑  О данном инциденте упоминает и турецкий историк М. Ариф[тур.], который пишет, что курды вскрыли могилы русских солдат, погибших в Даярском сражении, чтобы снять с них в качестве «трофеев» одежду, при этом подвергнув трупы всяческим надругательствам[48].